# Zapasy na Letnich Igrzyskach Olimpijskich 1908
Wyniki zawodów zapaśniczych rozegranych podczas LIO 1908 r. w Londynie.

## Styl klasyczny

### styl klasyczny – waga lekka (66,6 kg)
| Lp. | Państwo            | Zawodnik      |
| --- | ------------------ | ------------- |
| 1.  | Włochy             | Enrico Porro  |
| 2.  | Imperium Rosyjskie | Nikołaj Orłow |
| 3.  | Wlk. Ks. Finlandii | Arvo Lindén   |

### styl klasyczny – waga średnia (73 kg)
| Lp. | Państwo | Zawodnik            |
| --- | ------- | ------------------- |
| 1.  | Szwecja | Frithiof Mårtensson |
| 2.  | Szwecja | Mauritz Andersson   |
| 3.  | Dania   | Anders Andersen     |

### styl klasyczny – waga półciężka (93 kg)
| Lp. | Państwo            | Zawodnik       |
| --- | ------------------ | -------------- |
| 1.  | Wlk. Ks. Finlandii | Verner Weckman |
| 2.  | Wlk. Ks. Finlandii | Yrjö Saarela   |
| 3.  | Dania              | Carl Jensen    |

### styl klasyczny – waga ciężka (93 kg +)
| Lp. | Państwo            | Zawodnik          |
| --- | ------------------ | ----------------- |
| 1.  | Węgry              | Richárd Weisz     |
| 2.  | Imperium Rosyjskie | Aleksandr Pietrow |
| 3.  | Dania              | Søren Jensen      |

## Styl wolny

### styl wolny – waga kogucia (54 kg)
| Lp. | Państwo           | Zawodnik       |
| --- | ----------------- | -------------- |
| 1.  | Stany Zjednoczone | George Mehnert |
| 2.  | Wielka Brytania   | William Press  |
| 3.  | Kanada            | Aubert Côté    |

### styl wolny – waga piórkowa (60,3 kg)
| Lp. | Państwo           | Zawodnik      |
| --- | ----------------- | ------------- |
| 1.  | Stany Zjednoczone | George Dole   |
| 2.  | Wielka Brytania   | John Slim     |
| 3.  | Wielka Brytania   | William McKie |

### styl wolny – waga lekka (66,6 kg)
| Lp. | Państwo         | Zawodnik            |
| --- | --------------- | ------------------- |
| 1.  | Wielka Brytania | George de Relwyskow |
| 2.  | Wielka Brytania | William Wood        |
| 3.  | Wielka Brytania | Arthur Gingell      |

### styl wolny – waga średnia (73 kg)
| Lp. | Państwo         | Zawodnik            |
| --- | --------------- | ------------------- |
| 1.  | Wielka Brytania | Stanley Bacon       |
| 2.  | Wielka Brytania | George de Relwyskow |
| 3.  | Wielka Brytania | Fred Beck           |

### styl wolny – waga ciężka (73 kg +)
| Lp. | Państwo         | Zawodnik        |
| --- | --------------- | --------------- |
| 1.  | Wielka Brytania | Con O’Kelly Sr. |
| 2.  | Norwegia        | Jacob Gundersen |
| 3.  | Wielka Brytania | Ned Barrett     |

## Tabela medalowa
| Poz. | Państwo            |   |   |   | Łącznie |
| ---- | ------------------ | - | - | - | ------- |
| 1    | Wielka Brytania    | 3 | 4 | 4 | 11      |
| 2    | Stany Zjednoczone  | 2 | 0 | 0 | 2       |
| 3    | Wlk. Ks. Finlandii | 1 | 1 | 1 | 3       |
| 4    | Szwecja            | 1 | 1 | 0 | 2       |
| 5    | Węgry              | 1 | 0 | 0 | 1       |
| 5    | Włochy             | 1 | 0 | 0 | 1       |
| 7    | Imperium Rosyjskie | 0 | 2 | 0 | 2       |
| 8    | Norwegia           | 0 | 1 | 0 | 1       |
| 9    | Dania              | 0 | 0 | 3 | 3       |
| 10   | Kanada             | 0 | 0 | 1 | 1       |